# Kumi Koda

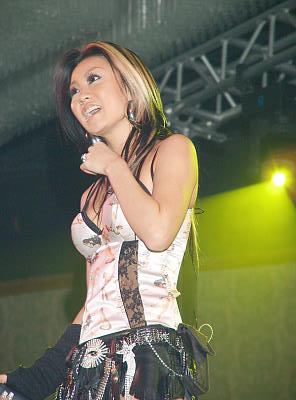
Kumi Koda Con, 2005.

Kumi Koda (倖田 來未) eller Kumiko Kouda (神田 來未子), född 13 november 1982, är en japansk popsångerska. Hon debuterade 2000 i Japan med singeln Take Back. Hon slog dock inte igenom förrän med sin sjätte singel, Real Emotion / 1000 no Kotoba, vilken blev en hit eftersom den var en låt i Final Fantasy X-2. Hon blev populär under 2005 efter att hon hade släppt singeln Butterfly ifrån skivan Best ~first things~.